# Javor (Votice)
Javor je část města Votice v okrese Benešov. Nachází se na východě Votic. Prochází zde silnice II/150. V roce 2009 zde byly evidovány tři adresy. Javor leží v katastrálním území Votice o výměře 10,85 km².

## Historie
První písemná zmínka o vesnici pochází z roku 1356.

## Další fotografie

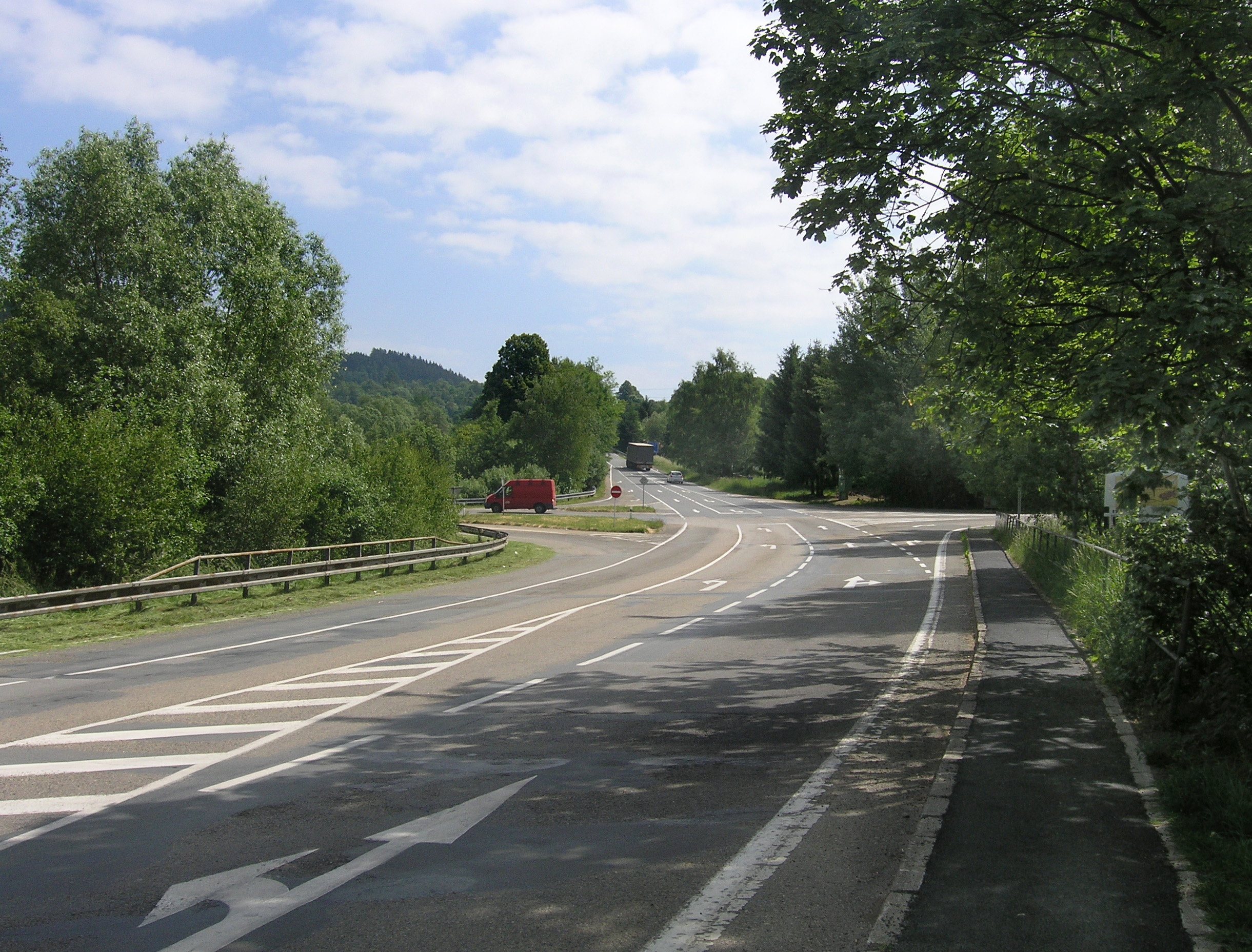
Silnice II. třídy č. 150
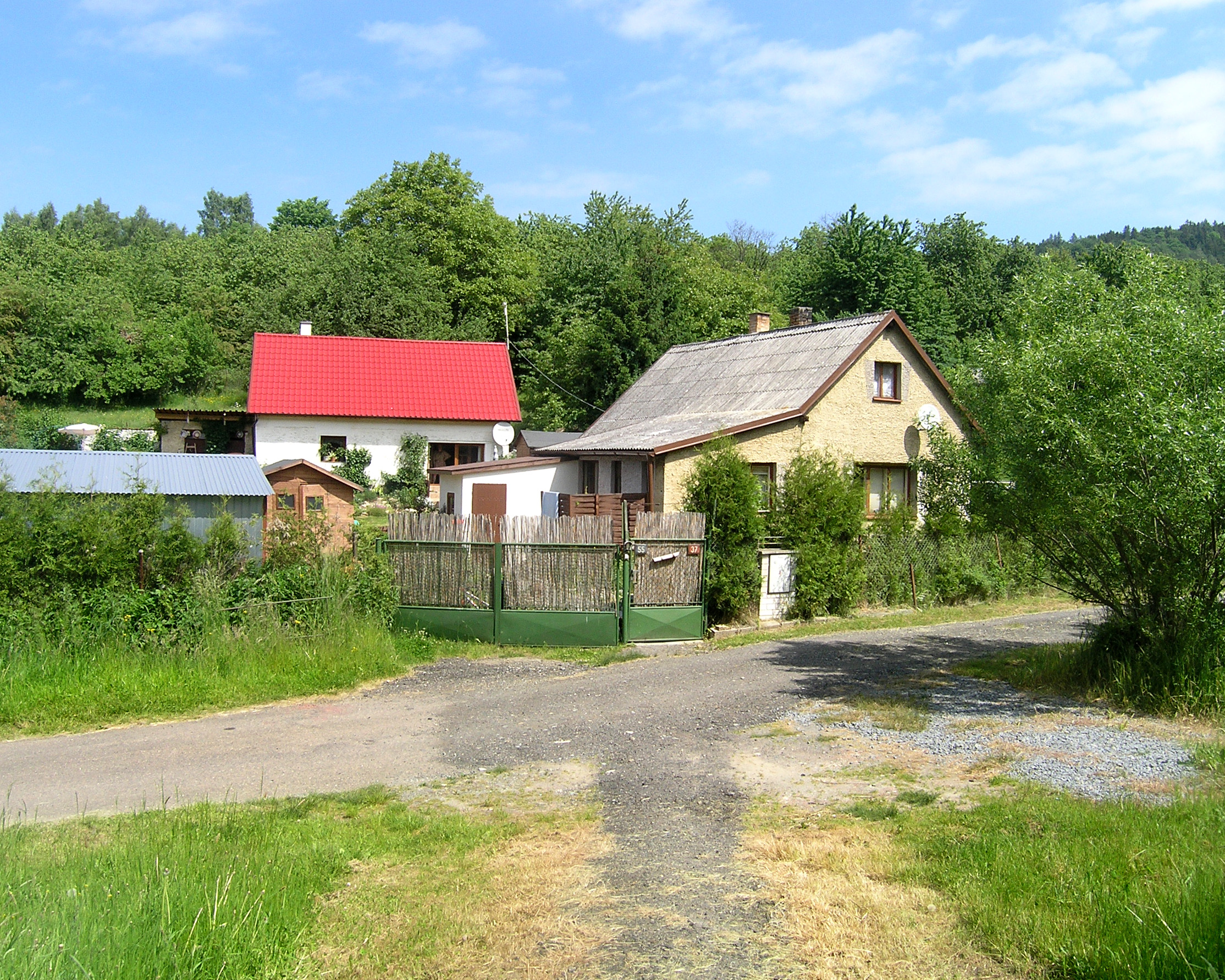
Severní část vesnice
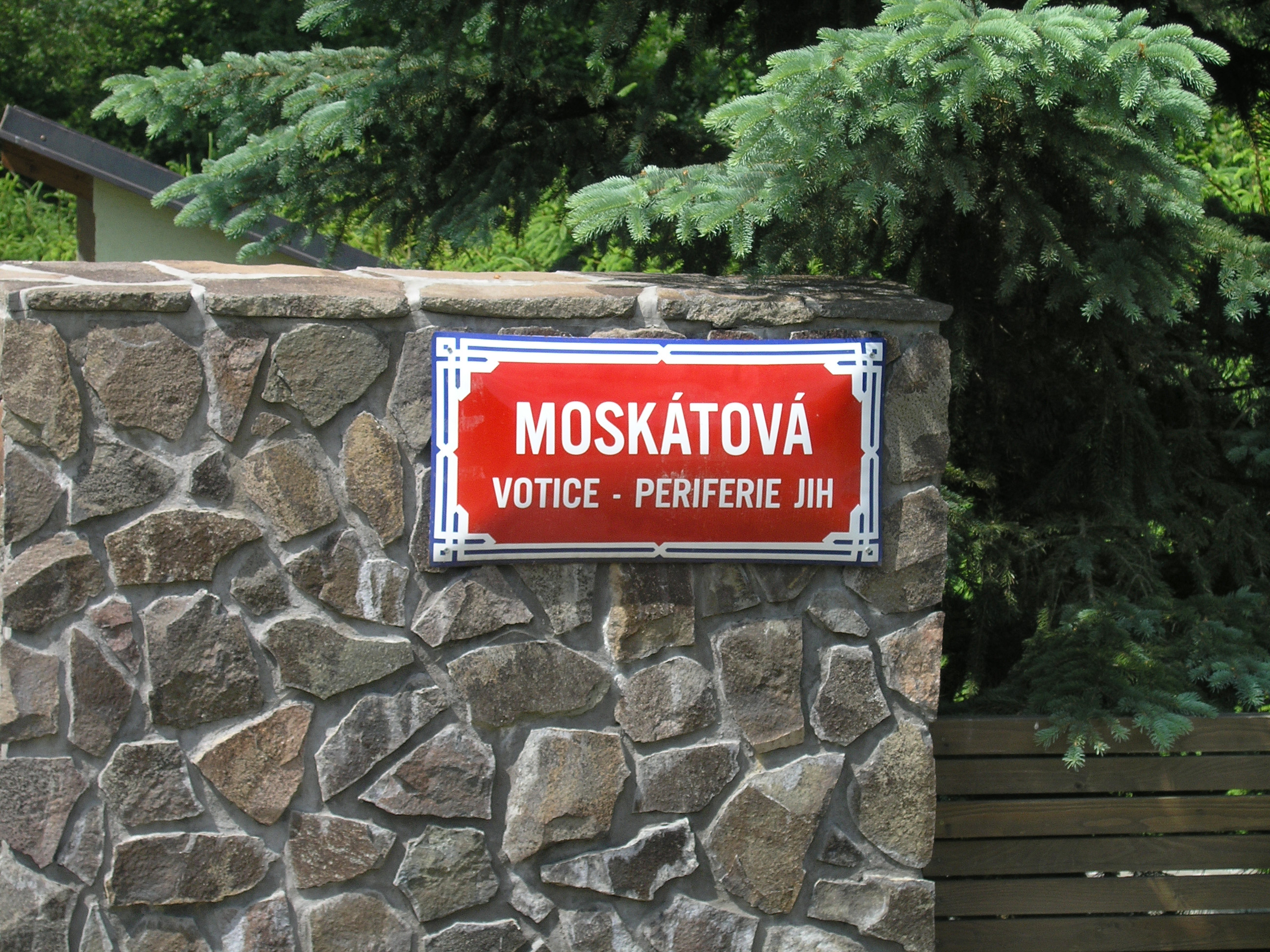
Podle místní cedule se tato část nejmenuje Javor